# Mortantsch
Mortantsch osztrák község Stájerország Weizi járásában. 2018 januárjában 2182 lakosa volt. 

## Elhelyezkedése

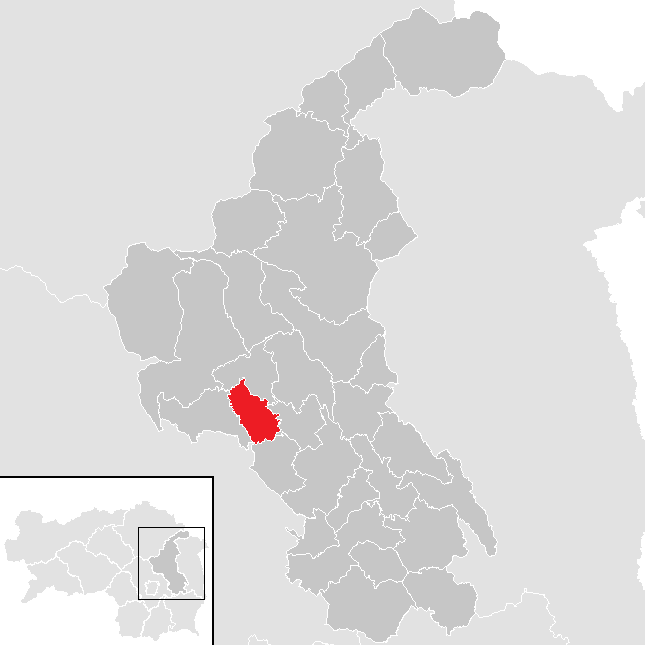
Mortantsch a Weizi járásban

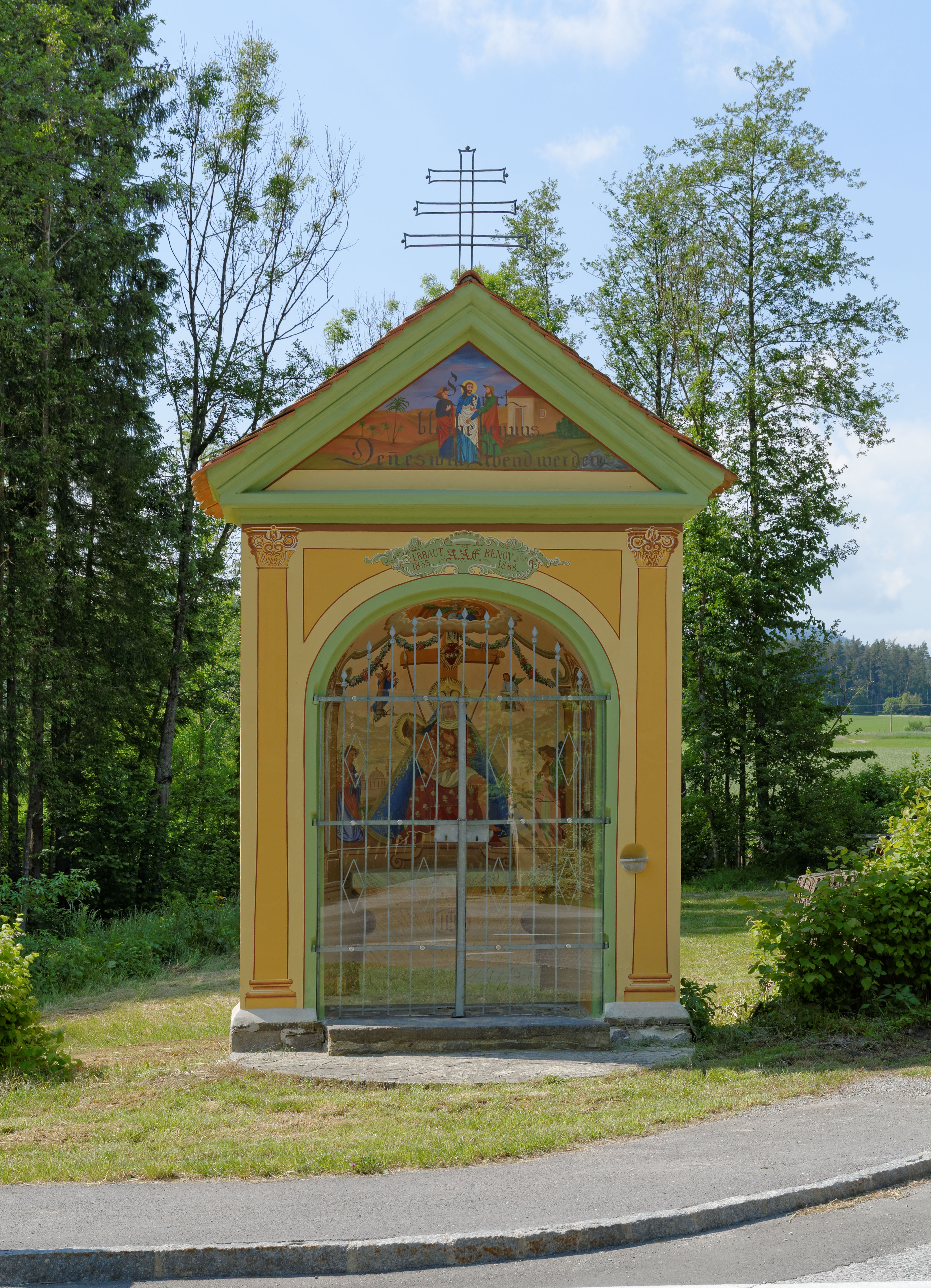
Útmenti kápolna Göttelsbergben

Mortantsch a kelet-stájerországi régióban fekszik, közvetlenül a járási székhely Weiztől nyugatra. Legfontosabb folyóvize a Rába, amely nyugati határát alkotja. Az önkormányzat 6 települést egyesít: Göttelsberg (1177 lakos 2018-ban), Hafning (178), Haselbach bei Weiz (154), Leska (199), Mortantsch (191) és Steinberg bei Weiz (283).
A környező önkormányzatok: nyugatra Gutenberg-Stenzengreith, északra Naas, keletre Weiz, délre Mitterdorf an der Raab, délnyugatra Kumberg.

## Története
A község legnagyobb települését, Göttelsberget először 1185-ben említik Gotlingsperge formában, neve valószínűleg a Gotili(n) személynévből származik. Mortansch csak 1405-ben jelenik meg az írott forrásokban. Leskát (neve szláv eredetű, mogyoróbokrot jelent) 1229-ben említik először.
Az 1848-as bécsi forradalom után felszámolták a feudális birtokokat és megalakultak a községi önkormányzatok. Az első választásokra 1850-ben került sor. 
1952-ben az addig önálló Mortantsch, Steinberg bei Weiz és Haselbach bei Weiz községek egyesültek, kialakítva a mai Mortansch önkormányzatát. 

## Lakosság
A mortantschi önkormányzat területén 2018 januárjában 2182 fő élt. A lakosságszám 1900 óta gyarapodó tendenciát mutat. 2015-ben a helybeliek 97,3%-a volt osztrák állampolgár; a külföldiek közül 0,3% a régi (2004 előtti), 1,6% az új EU-tagállamokból érkezett. 2001-ben a lakosok 92,4%-a római katolikusnak, 4,1% pedig felekezeten kívülinek vallotta magát. Ugyanekkor 4 magyar élt a községben.  

## Látnivalók
- a műemléki védettségű útmenti kápolna
- a Haselbachnál kezdődő Rába-szurdok

## Fordítás
- Ez a szócikk részben vagy egészben  a   Mortantsch című német Wikipédia-szócikk ezen változatának fordításán alapul.  Az eredeti cikk szerkesztőit annak laptörténete sorolja fel. Ez a jelzés csupán a megfogalmazás eredetét és a szerzői jogokat jelzi, nem szolgál a cikkben szereplő információk forrásmegjelöléseként.